# Leptocypris crossensis
Leptocypris crossensis är en fiskart som beskrevs av Gordon J. Howes och Teugels, 1989. Leptocypris crossensis ingår i släktet Leptocypris och familjen karpfiskar. IUCN kategoriserar arten globalt som sårbar. Inga underarter finns listade i Catalogue of Life.